# Jens Anselstätter
Jens Anselstätter (ur. 10 grudnia 1975) – fiński snowboardzista. Nie startował na igrzyskach olimpijskich ani na mistrzostwach świata w snowboardzie. Najlepsze wyniki w Pucharze Świata w snowboardzie osiągnął w sezonie 2001/2002, kiedy to zajął 39. miejsce w klasyfikacji Big Air.
W 2001 r. zakończył karierę.

## Sukcesy

### Puchar Świata

#### Miejsca w klasyfikacji Big Air
- 2001/2002 - 39.

#### Miejsca na podium
1. Ischgl – 30 listopada 2001 (Big Air) - 2. miejsce